# وحش السباجيتي الطائر
وحش السباغيتي الطائر هو إله ديانة تهكمية تأسست سنة 2005 على يد خريج الفيزياء بوبي هندرسن وأسماها باستافاريانية احتجاجاً على قرار وزارة التعليم في ولاية كانساس اعتماد أطروحة التصميم الذكي بديلاً عن نظرية التطور الأحيائي، حيث عبر بوبي في رسالة مفتوحة في موقعه الشخصي عن إيمانه بخالقٍ في شكل سباغيتي وكرات لحم اسمه «وحش السباغيتي الطائر»، وطالب أن تدرَّس الديانة الباستافاريانية في حصص العلوم في المدارس، ما قام به بوبي بالأساس كان استخدام حجة مستحيلة وغير منطقية، حسب رأيه، تعتمد على الأسس ذاتها التي يعتمد عليها الخلق الذكي حجة ضده. يسمي أتباع وحش السباغيتي الطائر أنفسهم باستافاريين.
اسم الديانة «باستافارية» (بالإنجليزية: Pastafarianism) هو نحت من كلمة «باستا»، (إيطالية مستخدمة في الإنجليزية ومعناها: «المعجنات» أو المعكرونة) وذلك على نسق كلمة «راستافارية» (بالإنجليزية: Rastafarianism).
بسبب الشهرة الكبيرة والتغطية الإعلامية التي حاز عليها وحش السباغيتي الطائر أصبح الكثير من الملحدين مثل ريتشارد دوكينز يستخدمونه في مقالاتهم وكتبهم ومناقشاتهم.

## أركان الإيمان

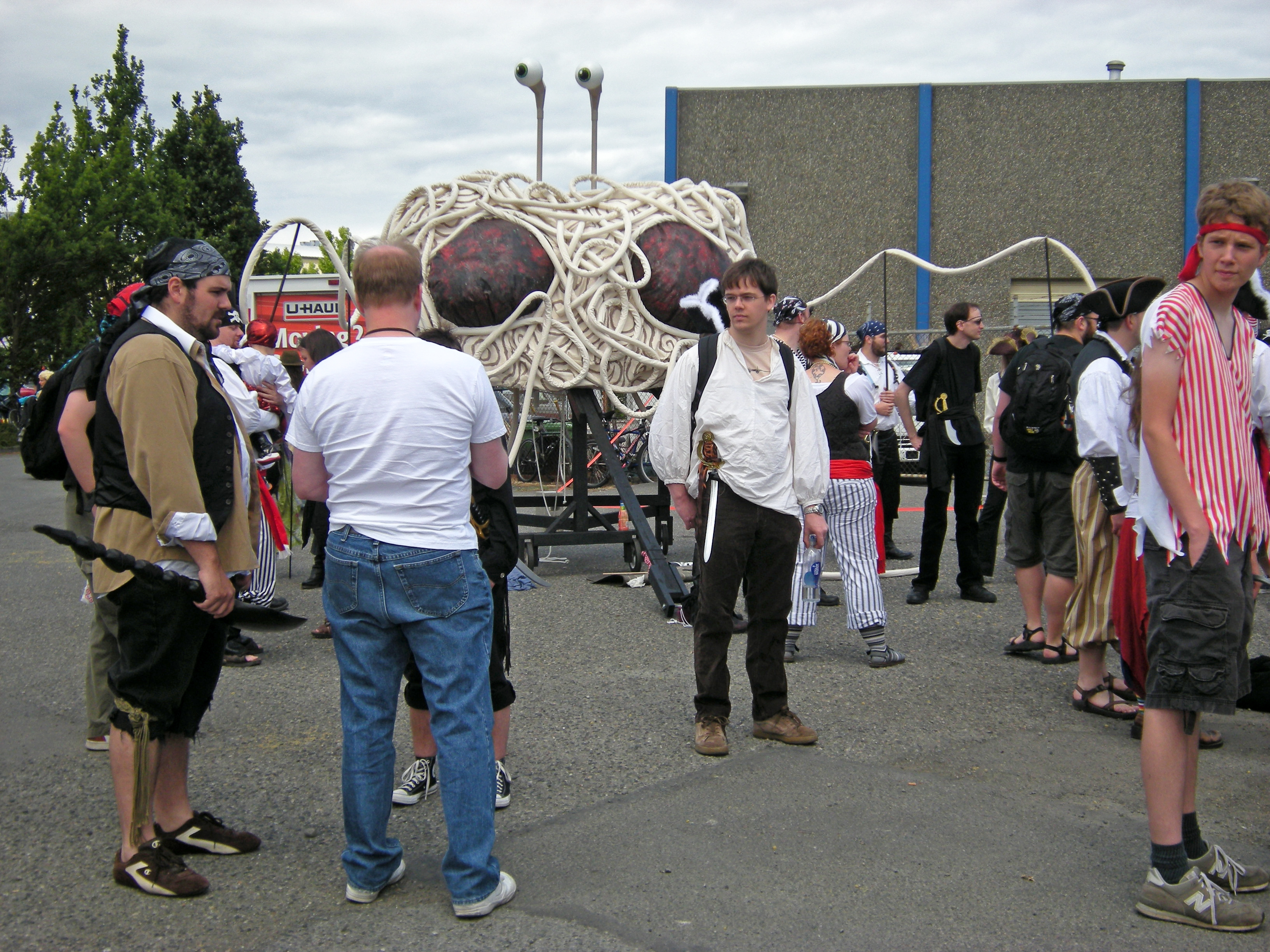
تحضير لمهرجان فريمونت في سياتل، واشنطن بمناسبة انقلاب الشمس الصيفي. يظهر وحش السباجيتي الطائر في الخلفية.

قام هندرسن بذكر الكثير من أركان الايمان في ديانته للسخرية من التصميم الذكي. هذه الأركان هي الأركان الأساسية التي ذكرها هندرسن:
- وحش السباغيتي الطائر هو كائن غير مرئي، لا يمكن قياسه أو الاستدلال عليه بوسائل علمية وهو الذي خلق الكون ووضع فيه الجبال والأشجار والأقزام.
- كل الأدلة التي تشير إلى التطور قام وحش السباغيتي الطائر بوضعها في الأرض. هذه الوسيلة التي يستخدمها وحش السباغيتي لاختبار إيمان الباستافاريين، فهو يجعل الأشياء تبدوا أقدم مما هي حقا. "يستطيع عالم مثلاً أن يجري فحصا كربونيا لفحص عمر قطعة أثرية وأن يجد أن 75% من الكربون-14 قد تحلل إلى آزوت-14، والاستنتاج أن هذه القطعة الأثرية عمرها يقارب 11,000 عاما. ما لا يدركه العالم هو أنه كلما قاس شيئاً يقوم وحش السباغيتي الطائر بتغيير النتائج عن طريق أعضائه المعكرونية. لدينا نصوص طويلة تشرح كيف يمكن لوحش السباغيتي أن يفعل ذلك والسبب من ورائه. وحش السباغيتي الطائر غير مرئي ويمكنه أن يعبر خلال المواد العادية ببساطة.
- الإيمان الباستافاري بالجنة يتضمن نقطتين: أ. هناك براكين خمر في كل مكان. ب. هناك مصنع لراقصات التعري (وأحياناً العاهرات).
- تنتهي الصلوات في الباستافارية بكلمة «رآمين» "RAmen". وهي دمج لكلمة آمين Amen (تستخدم في الإسلام واليهودية والمسيحية) وكلمة رامن Ramen وهو نوع من السباغيتي. تكتب كلمة رآمين بالإنجليزية بR وA كبيرتين ولكن الكتابة فقط بـR كبيرة مقبولة أيضاً.

### القراصنة والكوارث الطبيعية
في نظام الإيمان الباستافاري يُعتبَر القراصنة كائنات مقدسة، وأيضاً الباستافارييون الأوائل. النظرة السلبية التي اكتسبوها كمنبوذين وسارقين هي مغالطات قام المسيحييون بنشرها في العصور الوسطى. البساتافارييون يقولون أنهم كانوا «مكتشفين مسالمين وناشرين لدين وحش السباغيتي الطائر» وأنهم كانوا يقدمون الحلوى للأطفال.
فكرة القراصنة وردت في رسالة هندرسن الأصلية إلى وزارة التعليم ليبين أن العلاقات الطردية لا تساوي السببية. كانت حجة بوبي أن «الأعاصير والبراكين وارتفاع معدل درجات الحرارة هي كلها تأثير مباشر لانخفاض عدد القراصنة منذ القرن التاسع عشر.» أرفق بوبي رسماً بيانياً مع رسالته يبين فيه أن درجة الحرارة ترتفع كلما قل عدد القراصنة كدليل على الأشياء التي تبدو مرتبطة عددياً قد لا يكون علاقة بينها.

إنجيل وحش السباغيتي الطائر.

### إنجيل وحش السباغيتي الطائر
في نوفمبر 2005 استلم بوبي هندرسن 80,000 دولاراً أمريكياً كدفعة أولى حتى يكتب إنجيل وحش السباغيتي الطائر. حسب قول الكاتب فإنه سيستخدم الأرباح من بيع الكتاب ليشتري سفينة قراصنة ليجول بها العالم ويدعو الناس إلى الباستافارية. تم نشر الكتاب في 28 مارس 2006 (ISBN 0-8129-7656-8).
إنجيل وحش السباغيتي الطائر بالنسبة للباسافاريين مثل الإنجيل بالنسبة للمسيحيين أو القرآن بالنسبة للمسلمين. يحتوي هذا الإنجيل شخصيات مثل القبطان موسي وشخصية شبيهة بموسى. يحتوي الإنجيل أيضاً على الـ«كنت أفضل لو لم تفعل» الثمانية كسخرية من الوصايا العشر.

## تاريخ وتطور

رمز وحش السباغيتي الطائر, سخرية من سمكة المسيح.

أسس بوبي هندرسن هذه «الديانة» في موقعه كهجوم ساخر على قرار تدريس التصميم الذكي في المدارس. تم ذكر الموضوع في موقع Sensible Erection بتاريخ 17 جون 2005. لاقت الفكرة اقداماً كبيراً من المواقع الكوميدية مثل Uncyclopeida وSomething Awful وBoing Boing وFark.com، وغطى الإعلام العام الموضوع بعد ذلك بفترة قصيرة. في آب 2005 أعلنت شبكة BoingBoing.net عن جائزة بقيمة 250,000$ وبعد ذلك رفعتها إلى 1,000,000$ لمن يثبت أن المسيح هو ليس ابن وحش السباغيتي الطائر. الباستافاريون في أستراليا باستخدام الاستطلاع السكاني في 2006 للفت انتباه الجمهور عن طريق تسجيل ديانتهم الرسمية كباستافاريين، مثلما فعل الجيداي في إنجلترا.

### دودة Myspace
في تموز 2006 ظهرت دودة في موقع Myspace تستبدل قسم الكتب في الMyspace المصاب برابط إلى إنجيل وحش السباغيتي الطائر، وتُظهِر بانِر أسود كبيراً في أعلى الصفحة يدعو إلى الباسافارية. تم إصابة ما يقارب 170,000 مستخدم. بوبي هندرسن وموقع وحش السباغيتي الطائر لم يكونا مسؤولين، تم نشر معلومات حول كيفية إصلاح العطل في الموقع ذاته الذي كانت الدودة تنشره.

### زواج
أول زواج باستافاري رسمي حصل في نيوزيلندا بتاريخ 16 من أبريل 2016.

## المظهر العام للباستافاريين
يؤمن اتباع ديانة وحش الاسباجتي الطائر انهم ينبغى عليهم لبس آنية طهو على رؤوسهم اثناء ألتقاطهم الصور الرسمية كصور جواز السفر، تقابل حكومات العالم هذه الظاهرة بالتعنت حيث تمنع اغلب البلدان ارتداء نظارات شمسية أو أيّة إكسسوارات أخرى اثناء ألتقاط الصور الرسمية. يناضل الباستافاريين حول العالم للحفاظ على زيهم الرسمي اثناء ألتقاط الصور الرسمية ويطالبون مساوتهم بالمسلمات الذين يلتقطون الصور الرسمية بالحجاب.

## وحش السباغيتي الطائر كشخصية مشهورة
- قامت فرقة دمى نيويورك New York Dolls بإدراج وحش السباغيتي الطائر في فلمهم الموسيقي «أرقص كالقرد» "Dance like a Monkey".[8]
- جزء من رسالة بوبي هندرسن ظهر في نسخة كانون الثاني/يناير 2006 لمجلة Playboy.[بحاجة لمصدر]
- استخدم ريتشارد دوكينز وحش السباغيتي الطائر لشرح بعض الأفكار في كتابه «وهم الإله».[5]
- ذُكر وحش السباغيتي الطائر في العديد من البرامج التلفزيونية منها The IT Crowd و South Park. في برنامج South Park، قام ريتشارد دوكينز باستخدام وحش السباغيتي الطائر لشرح موقفه.
- أخرجت شركة Hunger Artists Theatre Company فيلم كوميدي باسم The Flying Spaghetti Monster Holiday Pageant في كانون الأول/ديسمبر 2006 توضح فيه تاريخ وحش السباغيتي الطائر.

## وصلات خارجية
- أدلة على وجود وحش السباغيتي الطائر
- الموقع الذي تأسس فيه وحش السباغيتي الطائر، محتوياً رسالة هندرسن إلى وزارة التعليم في ولاية كنساس
- مقالة اخبارية عن بوبي هندرسن